# Абрамов, Александр Викторович
Александр Викторович Абрамов (род. 16 января 1964, Москва) — советский и российский альпинист, спортивный тренер и функционер. Президент российского «Клуб 7 вершин». 13-кратный восходитель на Эверест, трижды выполнил программу «Семь вершин».

## Биография
Родился 16 января 1964 года в Москве.
В 1971—1981 годах учился в школе № 494 в Москве.
В 1981—1986 годах учился на энергофизическом факультете (ЭФФ) Московского энергетического института.

## Альпинистская карьера

### Начало спортивной карьеры

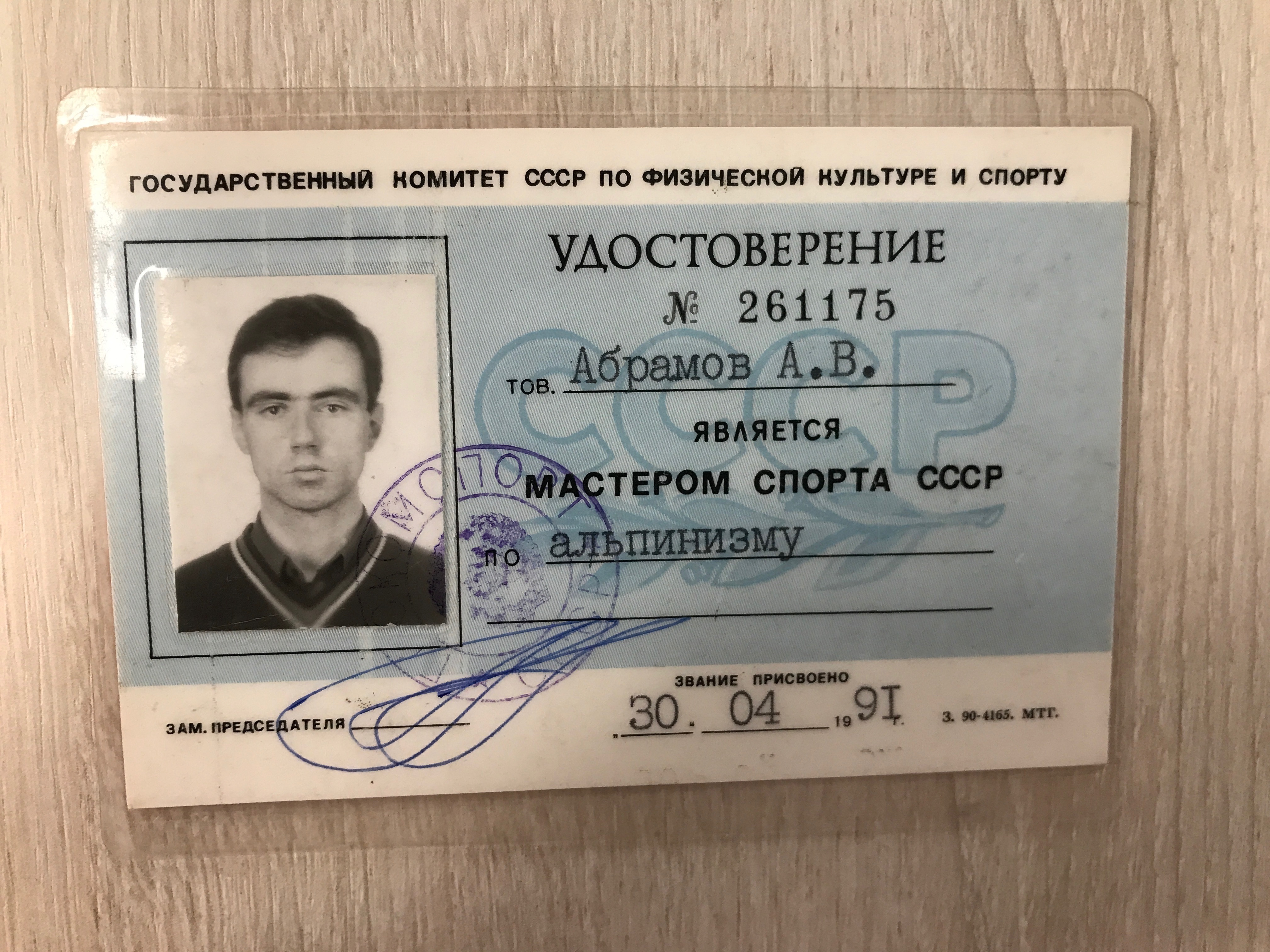
Удостоверение МС СССР по альпинизму Абрамова Александра Викторовича

В 1981 году начал заниматься альпинизмом в Альпклубе МЭИ. Тогда же вступил в добровольное спортивное общество «Буревестник».
19 сентября 1982 года получил значок Альпинист СССР. Первое зачётное восхождение совершил в альплагере «Баксан» на вершину Мукал (3908 метров над уровнем моря).
30 апреля 1991 года присвоено звание Мастер спорта СССР по альпинизму.

### Наиболее значимые восхождения
Организатор экспедиций и восхождений на протяжении более 20 лет. В активе Абрамова более 200 восхождений различной сложности в десятках стран (Чехословакия, СССР, Франция, Швейцария, США, Аргентина, Индонезия, Танзания, Непал, Гвинея, Австралия, Новая Зеландия, Китай), в том числе 50 восхождений на Эльбрус в роли гида, 17 гималайских экспедиций и тринадцать восхождений на Эверест. 15 декабря 2005 года Абрамов вошёл в «Клуб семи вершин», выполнив программу по покорению семи высочайших точек планеты на разных континентах (покорил массив Винсон).
- 2022 год — руководитель успешной экспедиции на Эверест (8848 м), Непал (11-е личное восхождение)
- 2021 год — руководитель успешной экспедиции на Эверест (8848 м), Непал
- 2019 год — уникальный проект "Семь вершин за семь месяцев" (181 день)
- 2019 год — руководитель успешной экспедиции на Эверест (8848 м), Китай, Тибет.
- 2018 год — руководитель успешной экспедиции на Массив Винсона(4897 м).
- 2018 год — руководитель успешной экспедиции на Альпамайо (Перу).
- 2018 год — руководитель успешной экспедиции на Эверест (8848 м), Китай, Тибет.
- 2017 год — руководитель успешной экспедиции на Массив Винсона (4897 м).
- 2017 год — руководитель успешной экспедиции на Альпамайо (Перу).
- 2017 год — руководитель успешной экспедиции на Манаслу (Непал).
- 2017 год — руководитель успешной экспедиции на Эверест (8848 м), Китай, Тибет.
- 2016 год — Руководитель успешной экспедиции на Массив Винсона (4897 м).
- 2016 год — руководитель успешной экспедиции на Массив Винсона (4897 м).
- 2016 год — руководитель успешной экспедиции на Охос дель Саладо (Чили).
- 2016 год — руководитель успешной экспедиции на Эверест (8848 м), Китай, Тибет.
- 2015 год — руководитель успешной экспедиции на Массив Винсона (4897 м).
- 2015 год — руководитель экспедиции на Эверест (8848 м), Китай, Тибет (не взошли на вершину из-за землетрясения).
- 2014 год — руководитель успешной экспедиции на Массив Винсона (4897 м) и на Южный полюс.
- 2014 год — руководитель новой успешной экспедиции на Эверест (8848 м), Китай, Тибет.
- 2013 год — руководитель успешной экспедиции на Массив Винсона (4897 м) и на Южный полюс.
- 2013 год — руководитель новой успешной экспедиции на Эверест (8848 м), Китай, Тибет.
- 2012 год — руководитель успешной экспедиции на Массив Винсона(4897 м) и на Южный полюс.
- 2012 год — руководитель новой успешной экспедиции на Эверест (8848 м), Китай, Тибет.
- 2011 год — руководитель успешной экспедиции на Массив Винсона(4897 м) и на Южный полюс.
- 2011 год — руководитель новой успешной экспедиции на Эверест (8848 м), Китай, Тибет.
- 2010 год — руководитель новой успешной экспедиции на Эверест (8848 м), Китай, Тибет.
- 2010 год — руководитель успешной экспедиции на Массив Винсона(4897 м) и на Южный полюс.
- 2010 год — руководитель новой успешной экспедиции на Эверест (8848 м), Китай, Тибет.
- 2009 год — руководитель успешной экспедиции на Массив Винсона(4897 м) и на Южный полюс.
- 2009 год — руководитель новой успешной экспедиции на Эверест (8848 м), Китай, Тибет.
- 2008 год — руководитель успешной экспедиции на Пирамиду Карстенс (4884 м), Индонезия.
- 2008 год — руководитель успешной экспедиции на Массив Винсона (4897 м), Антарктида.
- 2007 год — руководитель успешной экспедиции на Массив Винсона (4897 м), Антарктида.
- 2007 год — руководитель новой успешной экспедиции на Эверест (8848 м), Китай, Тибет.
- 2006 год — руководитель успешной экспедиции на Массив Винсона (4897 м), Антарктида.
- 2006 год — руководитель новой успешной экспедиции на Эверест (8848 м), Китай, Тибет.
- 2005 год — руководитель успешной экспедиции на Массив Винсона (4897 м), Антарктида.
- 2005 год — руководитель новой успешной экспедиции на Эверест (8848 м), Китай, Тибет.
- 2004 год — руководитель новой успешной экспедиции на Эверест (8848 м), Китай, Тибет.
- 2004 год — руководитель новой успешной экспедиции на Аконкагуа (6967 м), Аргентина.
- 2004 год — руководитель экспедиции на Костюшко (2228 м) и пик Кука (3800 м), Австралия и Новая Зеландия.
- 2003 год — руководитель новой успешной экспедиции на Эверест (8848 м), Китай, Тибет.
- 2003 год — руководитель успешной экспедиции на Арарат (5137 м), Турция
- 2001—2002 года — скальные и ледовые восхождения в Европе и Африке. Съёмки в программе Русский Экстрим. Начало создания Клуба 7 Вершин.
- 2000 год – руководитель успешной экспедиции на Эверест (8848 м), Китай, Тибет.
- 1999 год – руководитель восхождения на Чо-Ойю (8201 м), Китай, Тибет – 3-е место на Чемпионате России.
- 1999 год — руководитель восхождения на Кюкюртлю (4600 м) по маршруту 6Б к.т. – 3-е место на Чемпионате России.
- 1998 год – Восхождение на п. Хан Тенгри (7010 м).
- 1997 год – Руководитель зимнего восхождения на г. Ушба (4700 м), маршрут 6А к.т.
- 1997 год – Участник экспедиции на г. Лхоцзе Средняя (8411 м).
- 1996 год – Руководитель восхождения на г. Аконкагуа (6970 м), Южная Америка, Аргентина.
- 1995 год – Руководитель восхождения на г. Килиманджаро (5900 м), Танзания, Африка. Был пройден новый маршрут на Breach Wall.
- 1995 год – Руководитель зимнего восхождения на г. Монблан (4810 м), Шамони, Франция.
- 1995 год – Руководитель первого русского восхождения на «Пирамиду Карстенс» (4800м), о. Папуа Новая Гвинея.
- 1995 год – Руководитель восхождения на Эль Капитан, Йосемиты, США, по маршруту The Nose.
- 1994 год – Начало проекта «7 Вершин». Руководитель успешной экспедиции на г. Мак-Кинли (6100 м), США, Аляска.
- 1993 год – участник экспедиции на г. Эверест (8848 м), Непал, до высоты 8000 м.
- 1992–1994 год – профессиональный горный гид в турфирме «Пилигрим». Руководил около 10 групп фирмы “REI” (США) на Эльбрусе (5642 м). Руководил 3 группы из Германии и Австрии на п. Корженевской (7105 м) и п. Коммунизма (7495 м).

Готовил первую словацкую экспедицию к Северному полюсу, конные походы для “REI” на Кавказе.

### Рекорды и достижения
Первый из российских альпинистов, дважды выполнивший программу «Семь вершин».
12-кратный восходитель на Эверест и 15-кратный руководитель успешных экспедиций на Эверест. По количеству наиболее успешных экспедиций и восхождений является обладателем рекорда Европы.

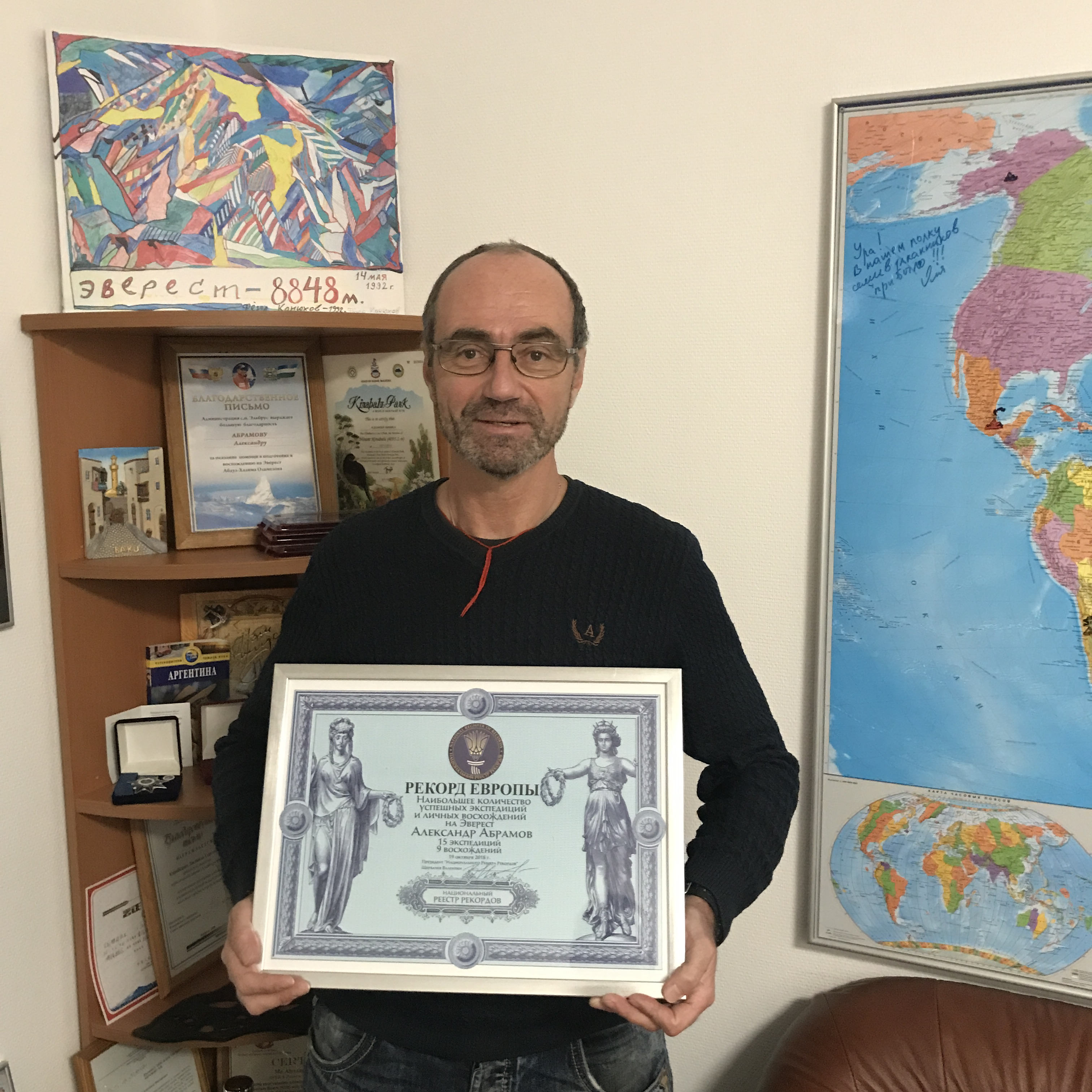
Александр Абрамов с сертификатом рекорда Европы по наибольшему количеству успешных экспедиций и личных восхождений на Эверест

### Тренерская деятельность
В 2001 году — тренер сборной команды Москвы по альпинизму, ставшей Чемпионами России.

### Соревновательная деятельность
В 1991 году — Чемпион СССР по альпинизму (зимний класс) — пик Свободная Корея по северной стене (6А).
В 1991 году — серебряный призёр чемпионата СССР среди военнослужащих (высотно-технический класс) — пик Энгельса (6Б).
В 1997 году — абсолютный чемпион Москвы по ледолазанию (скорость, трудность).
В 1998 году — Чемпион Москвы по ледолазанию (скорость).
В 1998 году — бронзовый призёр Чемпионата России по ледолазанию (скорость).
В 1998 году — серебряный призёр Чемпионата России по альпинизму (зимний класс) — Аксу Главная (6А) первое зимнее восхождение.

### Специальные проекты
В 1997 году руководитель альпинистской части восхождения на восточную вершину Эльбруса на автомобиле «Land Rover».
В 2017 году, совместно с российским альпинистом Олегом Савченко, организовал экспедицию «Эверест. 8300. Точка невозврата» по капсулированию оставшихся тел альпинистов, погибших на Эвересте.

## Общественная деятельность

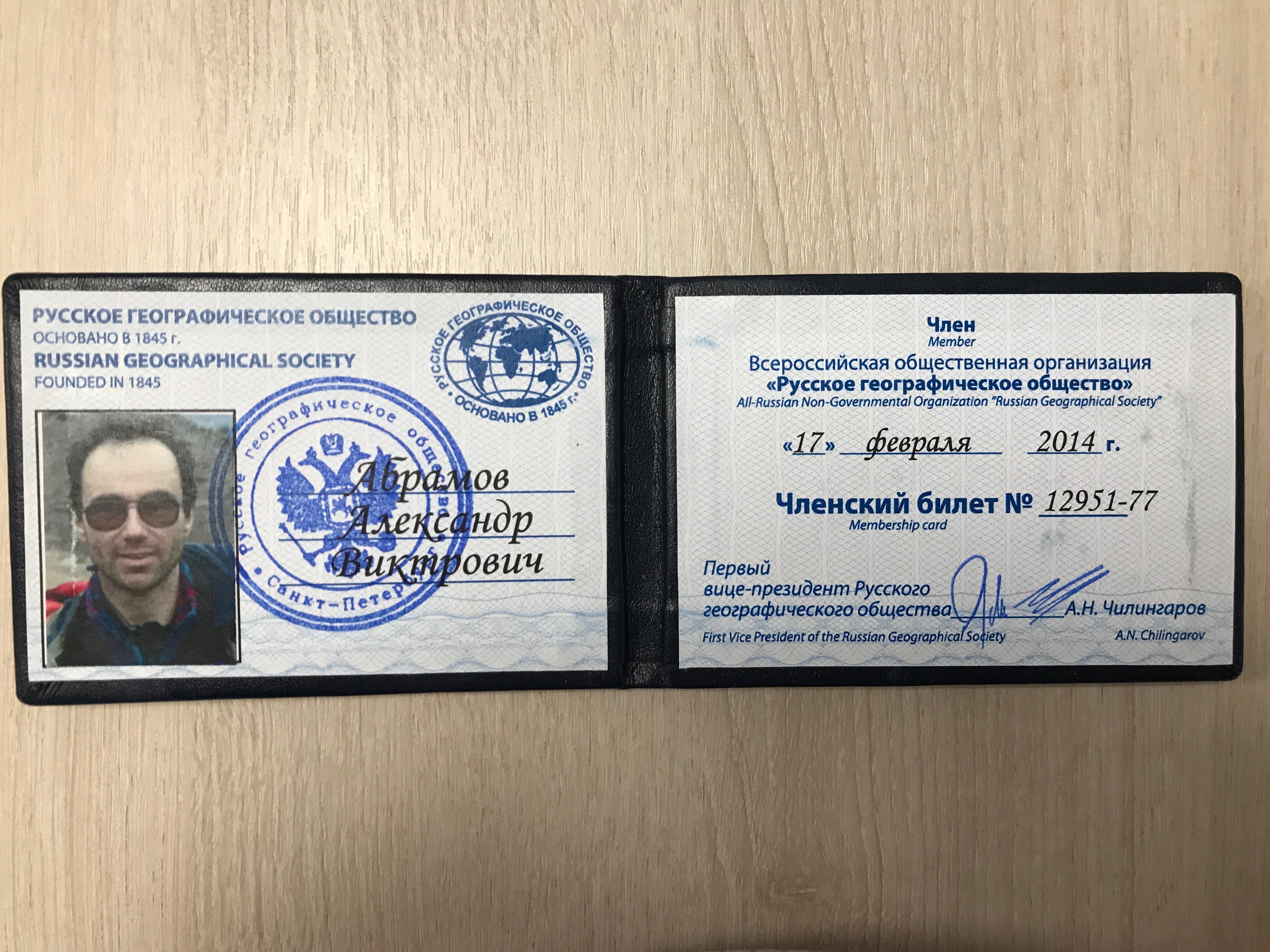
Членский билет Русского географического общества на имя Александра Абрамова

В 2000 году участвовал в телешоу «Экстремальные ситуации» Николая Фоменко на НТВ, прошёл два этапа «Воздух» и «Вода» и выбыл на этапе «Земля».
В настоящее время работает инструктором альпинизма, горным гидом и высотным кинооператором. Занимает следующие посты:
- председатель тренерского совета Федерации альпинизма и скалолазания г. Москвы
- председатель Комитета ледолазания г. Москвы
- заместитель председателя Комитета ледолазания России
- член Русского географического общества (c 17 февраля 2014 года)

С 2011 года член российской «Ассоциации горных гидов».
Является автором проектов «Риск» (восхождения российских альпинистов в рамках программы «Семи вершин»),  и ООО «Клуб 7 вершин» (коммерческая организация и объединение альпинистов).

## Происшествия
В 2005 году подвергся вооружённому нападению в Гималаях. Во время гражданской войны в Непале, в составе экспедиции на Эверест ехал в Тибет. На горной дороге в 100 км от Катманду в автомобиль, где находился Абрамов вместе с другим альпинистом Сергеем Каймачниковым, маоисты бросили внутрь гранату. Абрамов получил около десятка осколков в ноги. Каймачникову сильно повредило стопу левой ноги, получил множество осколков в правую ногу и левую руку, потерял больше двух литров крови. Обоих спас армейский вертолёт, который за 15 минут доставил в госпиталь в Катманду, где экстренно провели операцию. Каймачникова, в тяжёлом состоянии, транспортировали в Москву.
26 июля 2010 года попал в авиакатастрофу на Кавказе. При залёте на Кюкюртлю с целью дальнейшего прыжка на парашютах вместе с Валерием Розовым, Андреем Волковым, Сергеем Лариным, Алексеем Овчинниковым и Сергеем Фурсовым разбился на вертолёте на высоте около 5000 метров.

## Личная жизнь
- мать Абрамова Майя Васильевна (15 августа 1930 года рождения), инженер-конструктор.
- супруга Коробешко, Людмила Сергеевна  (30 июля 1974 года рождения), российский спортсмен, альпинист и лингвист, Директор российского Альпклуба «7 Вершин», напарница Александра во многих восхождениях (трижды поднималась на Эверест).
- сын Абрамов Максим Александрович (9 января 2002 года рождения).

## Владение языками
Владеет английским и русским языками.